# 人影之石
人影之石是位於日本廣島市廣島和平紀念資料館的展品。這塊石頭據稱是座落在住友銀行廣島支店前的入口處，在原子彈投下後，一位人們稱之為「死之人影」的人，坐在那裡的影子所留下的痕跡。

## 概要
根據廣島和平紀念資料館的解釋，人影之石是一個等待住友銀行開店前，坐在石階上的人，在原子彈爆炸時被曝露後留下的遺跡。原爆的熱輻射將石階表面燒白，只留下人的影子。然而，在2000年，由奈良文化财研究所埋蔵文化財中心進行的調查中，發現影子部分變黑是由於附著物造成的。
戰後很長一段時間，這塊石頭被稱為「原爆名所」，並且銀行也竭盡所能保護它。1971年銀行重建時，影子部分被切割下來捐贈給和平資料館。切割後的石頭大小在移至資料館時，水平部分面積約3.3平方公尺，垂直高度約2公尺。
在移至資料館之前，由於風化作用等原因，石階的人影變得較為淡薄。因此，1975年4月，該館開始研究修復方法，並於1991年正式開始了保存方法研究。目前該物件在館舍展示時，已用玻璃圍起來。
據稱在石階上坐著的這名人物，可能在原爆瞬間時直接死亡，或是當場倒下而無法逃脫而死。有目擊者表示在被爆前目擊到該人物坐在銀行前，也有一位前士兵證言說見到了該人物的遺體，但目前並未確定身份。截至2016年，和平資料館的說明中寫著「有幾個家庭表示這可能是他們的親人」。一度有著「越智光子」這名42歲的被爆受害者女性的名字出現在和平資料館的說明中，所以也有資料認定她可能就是那一位人物。

## 沿革

### 住友銀行廣島支店
- 黑色叉號為原爆點，紅色區域則為舊住友銀行(現三井住友銀行)的位置
- 照片攝於廣島工商會議所，照片中央右側的白色建築是興業銀行總行，右邊緊鄰的是舊住友銀行廣島分行。
- 爆炸後的住友銀行廣島支店，人影之石的位置位於大門處階梯。
- 1945年11月20日美軍攝影的人影之石。

人影之石原本位於距離原爆點260公尺處的住友銀行廣島支店前的石階。該地現在位於廣島市中區紙屋町1丁目，即三井住友銀行廣島支店。
該建築物始建於1928年，設計者為住友工作部（現為日建设计）的竹腰健造，施工則由大林組負責。建築採用鋼筋混凝土結構，樓高地上4層地下1層，前三層有挑高空間，1樓包含經營和接待室、金庫室，4樓則設有會議室、食堂和租房間，地下層則是鍋爐室。。建築落成前一年，同地區的興業銀行本店（現為廣島銀行本店）亦開始建造，並以罗马风格為特色，正面有雕形大拱門。
然而1945年8月6日的原子彈爆炸，雖然整體結構並未倒塌，但建築內部卻遭受嚴重損害。幸運的是，金庫室未受損，財物如現金和存摺得以保留。據報導，銀行內的文件甚至被爆風吹散到沼田町伴地區。
據住友銀行公佈，當時広島支店和東松原支店共有約58名員工。在原爆當天，該支店仍繼續經營日常業務，大部分員工都在上班途中。受原爆影響的人數共計29人死亡（包括店內和在途中的員工），約40人受傷，無人失蹤。在廣島支店內受原爆影響的員工中，部分人因疏散後幾天後受到輻射傷害而死亡，也有一些人存活下來，一直在住友銀行工作直至退休。由於建築位置的特殊原因，爆炸後許多行人躲進銀行避難，據說甚至有不少外來屍體被安置在銀行內。
戰後，銀行業務恢復後，廣島支店的入口影子成為明顯展現原爆影響的「原爆名所」，並被稱為「死之人影」。為保護這個重要的歷史遺跡，住友銀行於1959年設置圍欄，1967年進行了加固玻璃以防劣化。
1971年，住友銀行廣島支店進行重建工程，並切割下影子部分捐贈給和平資料館。

### 人體蒸發理論
根據資料館的志願者所述，曾聽到一些來廣島旅遊的孩子們說，被原爆的人在爆心地直接受到閃光時會瞬間蒸發消失。在1971年出版的廣島市官方《廣島原爆戰災誌》中，也有類似的表述。
根據原文所述，爆心地半徑500米以內的地區幾乎是蒸發性即死的環境，屍體和骨片幾乎找不到蹤跡，所有的物體都被燒成白色灰燼且毀壞，無法辨認原來的形態。
 — 広島市， 広島原爆戦災誌 第2巻
。
根據《廣島原爆戰災誌》第2卷所述，距離爆心地半徑500米以內的地區幾乎都接近蒸發性即死，屍體和骨頭幾乎找不到蹤跡，所有的物體都被燒成白色灰燼。關於「人影之石」，也有類似的說法，稱「在『人影的石』前的人在瞬間蒸發消失了」。
在2005年，英國廣播公司製作的紀錄片《廣島：BBC第二次世界大戰歷史》中，展示了石階上坐著的男子在閃光時留下煙霧並蒸發的情景，這採用電腦生成的。然而，人體蒸發的說法在醫學上被否定。原爆導致爆心地附近地表溫度估計達到3000至4000度，即使是受高溫和熱輻射的影響，人體的骨骼和碳化組織仍然會殘留，不會蒸發。而且即使考慮放射線的影響，皮膚即使發炎或極度受損也不會蒸發，而是可能形成潰瘍。因此，可能是遺體被吹飛到其他地方，或者最初殘留的遺體被清理走了。

## 另見
- 廣島和平紀念資料館
- 被爆建築物

## 外部連結

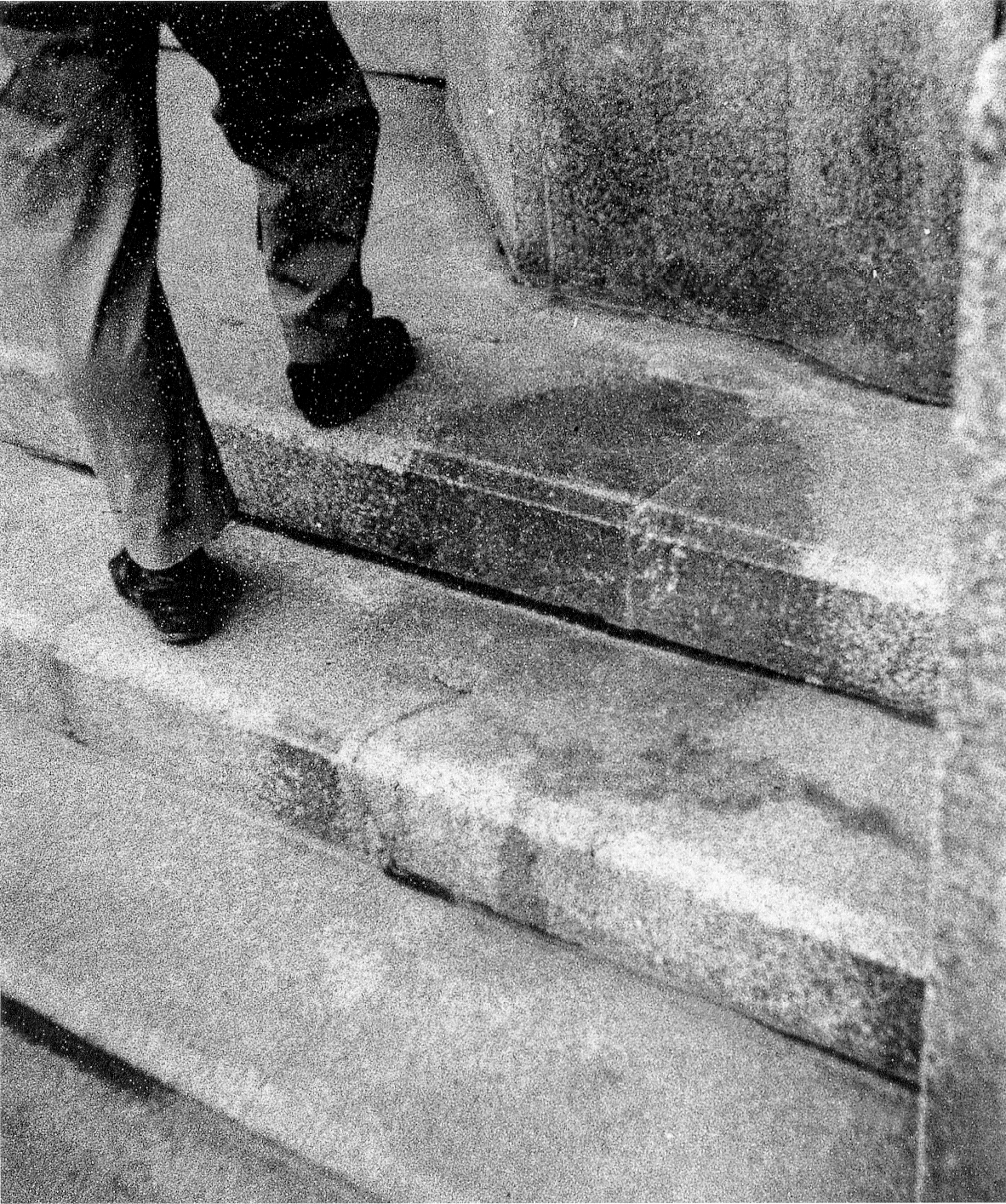
「人影之石」/ 1946年10月，由松重美人拍攝。為了展示這是一個階梯，還特別拍攝記者的腳與其一起出現在照片中。這張圖片現在與實物一同在廣島和平紀念資料館展出。

- Damage by the Heat Rays/Human Shadow Etched in Stone 的存檔，存档日期2021-09-24. – 廣島市
- Is it true that human beings vanished in the bomb's heat? （页面存档备份，存于） – 中國新聞